# Los Cabos
Los Cabos é um município do estado de Baja California Sur, no México, que engloba as cidades de San José del Cabo e Cabo San Lucas, assim como o "corredor turístico", com hotéis e campos de golfe junto à costa, existente entre as duas. Há um aeroporto internacional e diversas marinas. Esta área é um dos destinos turísticos mais importantes do México e um dos principais destinos de turismo do mundo.
O município de Los Cabos limita-se ao norte com La Paz e o Golfo da Califórnia, a leste com o Golfo da Califórnia e o Oceano Pacífico, ao sul com o Oceano Pacífico; e a oeste com e o município de La Paz e o Oceano Pacífico.

## Panorama
Los Cabos é um dos destinos mais belos e exclusivos no México. Localizado na ponta sul da península da Baja California, a 220 km ao sul de La Paz. Seu clima é semi-deserto seco, quente no verão e quente no inverno, com temperatura média anual de 26 °C. Embora as chuvas são escassas, a estação chuvosa oficialmente vai de junho e termina em outubro, mas tendem a concentrar-se chuva durante agosto e setembro.

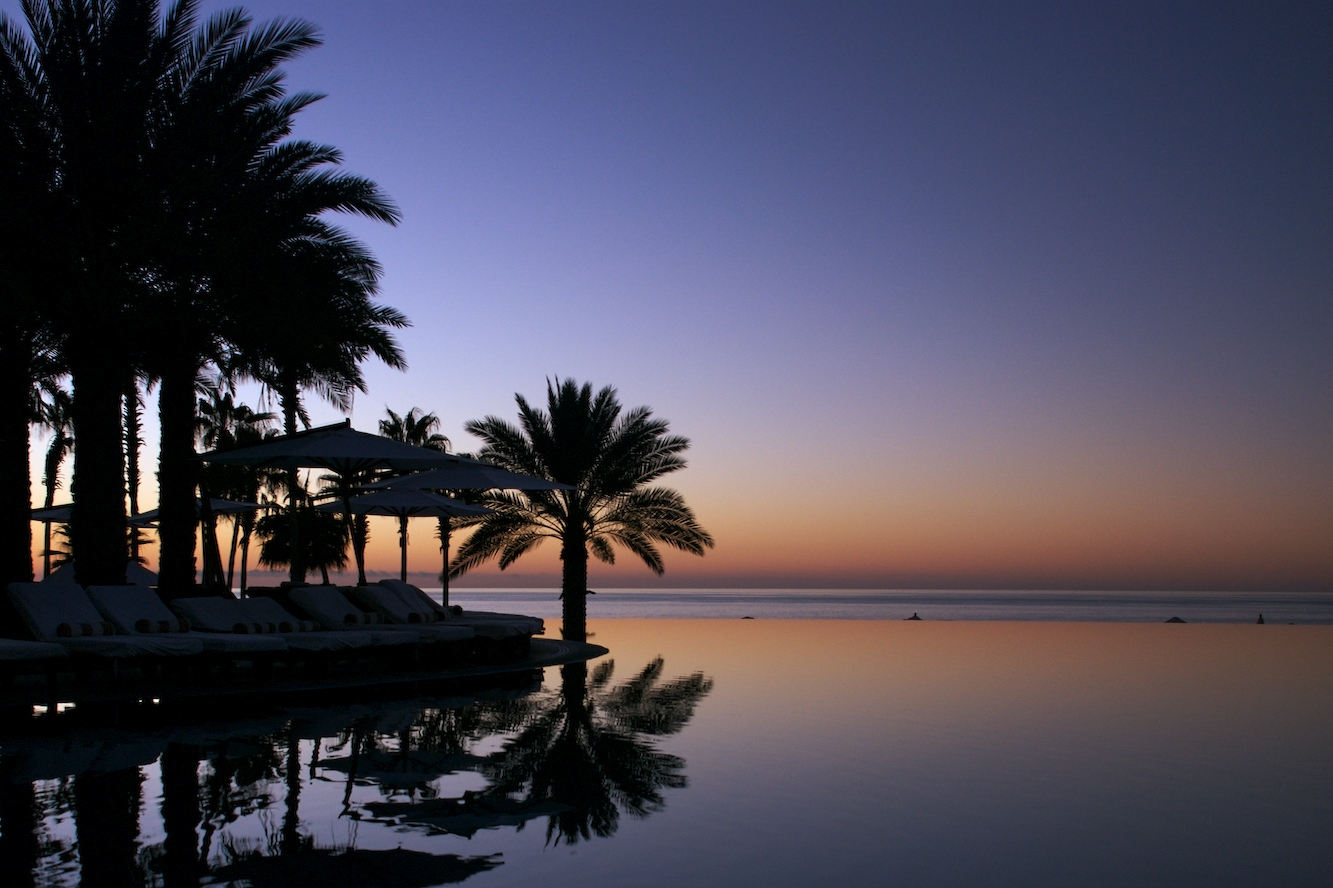
Por do sol em Los Cabos

No inverno, você pode admirar um dos mais belos fenômenos naturais que ocorrem na costa do México: o namoro, acasalamento e nascimento de baleias cinzentas na Baía Magdalena durante o verão você pode praticar mergulho, caiaque, pesca esportes viver o romantismo em qualquer de suas praias, onde pode ver "El Arco" monumentais formações rochosas esculpidas pelo mar, que é o símbolo característico desta localidade, onde se encontram com as águas do Oceano Pacífico e no Mar de Cortez no Golfo da Califórnia, que foi recentemente declarado Patrimônio da Humanidade pela UNESCO.
De San José del Cabo a Cabo San Lucas, estende o corredor turístico de luxo de cerca de 33 km, um dos empreendimentos turísticos mais importantes do país. O Corredor Turístico é a localização dos hotéis de classe procurada por celebridades e personalidades do jet set internacional e aventureiros de todas as partes. Los Cabos é conhecido por sua culinária gourmet preparada em seus restaurantes, e conhecidos por seus excelentes campos de golfe considerados os melhores do mundo, a pesca esportiva e também é conhecida como a capital mundial da pesca do marlin, e lindas praias com todos os serviços para uma estadia inesquecível. Los Cabos também é conhecido como um dos principais destinos de turismo sexual do mundo, constituindo-se de um tipo de turismo onde “o motivo principal de pelo menos uma parte da viagem é o de se envolver em relações sexuais". Este envolvimento sexual é normalmente de natureza comercial.
No mês de fevereiro é quando as baleias concluem a viagem do Alasca, de volta à sua casa para buscar as águas quentes ricas em nutrientes de Los Cabos de acasalar e dar à luz.
O ponto "El arco" é um monumento natural de grande beleza e você pode ir de barco para ver, tirar fotos e admirar a colônia de leões marinhos que vivem lá. Diz-se que a cada quatro anos a maré baixa o suficiente descobrindo a areia e você pode passar sob o arco, mas é arriscado porque a maré pode subir intenpestivamente..

## Delegações
No município, há quatro delegações, listadas de acordo a população de cada uma:
- Cabo San Lucas.
- La Ribera.
- Miraflores.
- Santiago.

## Ligações Externas
- Sitio Oficial de Los Cabos
- Portal com informação útil sobre Los Cabos
- Diretório classificado de comercios locais